# Peter Lawin
Peter Lawin (* 20. Januar 1930 in Königsberg; † 27. Juni 2002 in Le Tignet, Frankreich) war ein deutscher Chirurg, Anästhesist und Intensivmediziner sowie Klinikdirektor in Münster.

## Leben

### Studium und Tätigkeit in Hamburg
Lawin studierte in Erlangen, Paris und von 1950 bis 1956 in München Medizin, anschließend wurde er an der Medizinischen Fakultät der Universität München zum Dr. med. promoviert. Seine fachärztliche Weiterbildung absolvierte er von 1958 bis 1962 in Hamburg in der Chirurgie (bei Zukschwerdt) und in der Anästhesiologie (bei Horatz) an den Universitätskliniken Hamburg-Eppendorf. Im Herbst 1962 wurde er zum Chefarzt der neugegründeten Anästhesieabteilung am Allgemeinen Krankenhaus Altona in Hamburg ernannt. Er legte der Gesundheitsbehörde Hamburg ein Konzept vor, dem zufolge die Anästhesieabteilung mit einer Wachstation ausgestattet werden sollte. (Das Universitätsklinikum Eppendorf verfügte bereits über eine solche.) Der Dezernent des Ärztlichen Krankenhausdienstes der Gesundheitsbehörde genehmigte die interdisziplinäre operative Intensivstation, die der Anästhesieabteilung angegliedert war. Sie ging am 2. Januar 1963 in Betrieb. Als Chefarzt in Hamburg veröffentlichte er 1968 die Praxis der Intensivbehandlung, welche zum Teil aus der von ihm in der Zeitschrift Die Schwester veröffentlichten Fortsetzungsreihe Ausbildung und Aufgaben von Schwestern auf Intensivbehandlungsstationen hervorgegangen ist. 1970 habilitierte sich Lawin in Hamburg und 1972 wurde er zum Professor für Anästhesiologie an der Universität Hamburg ernannt.

### Tätigkeit in Münster
Als Mitte der 1970er-Jahre die Medizinische Fakultät der Westfälischen Wilhelms-Universität Münster einen ordentlichen Lehrstuhl für Anästhesiologie einrichtete, übernahm Lawin diese Aufgabe zum 1. Juni 1976. Der universitären Anästhesieabteilung wurde hierbei erstmals in der Bundesrepublik Deutschland die organisatorische und ärztliche Verantwortung für die operative Intensivstation übertragen. In der von ihm geleiteten Einrichtung, die nunmehr die Bezeichnung „Klinik und Poliklinik für Anästhesiologie und operative Intensivmedizin“ tragen durfte, waren 40 Ärzte, 61 Pflegekräfte, drei Sekretärinnen, drei MTAs und ein Bioingenieur beschäftigt. Von 1987 bis 1992 war Lawin auch Ärztlicher Direktor der Medizinischen Einrichtungen der Universität Münster. 1995 wurde er dort emeritiert.

### Auszeichnungen
Lawin wurde wegen seiner Leistungen um die medizinische Weiterentwicklung der Intensivmedizin international geehrt: Die Polnische Anästhesie-Gesellschaft nahm ihn 1983 als Ehrenmitglied auf. Ebenfalls 1983 zeichnete ihn die Medizinische Akademie in Krakau mit dem Titel des medizinischen Ehrendoktors aus. Lawin war von 1988 bis 1991 Präsident der Deutschen Interdisziplinären Vereinigung für Intensivmedizin; zwei Jahre später wurde er Ehrenmitglied. 1990 verlieh ihm die amerikanische Gesellschaft für Intensivmedizin (American College of Critical Care Medicine) den Titel „Fellow in Critical Care Medicine“ (FCCM).

## Veröffentlichungen (Auswahl)
- Die Ausscheidung des Pregnandiols im Vergleich zu der des Oestriols im Zyklus und bei Frühschwangerschaften. München 1956. (Dissertation)
- als Hrsg. unter Mitarbeit von Hans-Nikolaus Herden: Praxis der Intensivbehandlung. Thieme, Stuttgart 1968.
- mit Hans-Nikolaus Herden: Anästhesie-Fibel. Thieme, Stuttgart 1973, ISBN 3-13-499301-5.
- mit U. Hartenauer: Der intravasale Katheter (= INA Reihe. Band 38). Thieme, Stuttgart 1981.
- als Hrsg. mit Klaus Peter und U. Hartenauer: Infektion – Sepsis – Peritonitis. 2. Internationales Symposium über aktuelle Probleme der Notfallmedizin und Intensivtherapie in Münster (= INA-Schriftenreihe. Band 37). Georg Thieme, Stuttgart / New York 1982, ISBN 3-13-634501-0.
- als Hrsg. mit H. Huth: Grenzen der ärztlichen Aufklärungs- und Behandlungspflicht. Interdisziplinäre Tagung in Münster. Thieme, Stuttgart / New York 1982.
- als Hrsg. mit Dietrich Paravicini: Hämodilution und Autotransfusion in der perioperativen Phase. Thieme, Stuttgart 1984, ISBN 3-13-668601-2.
- als Hrsg. mit Klaus Peter und Ralf Scherer: Maschinelle Beatmung: gestern – heute – morgen. Symposium in Münster. Georg Thieme Verlag, Stuttgart / New York 1984 (= INA. Band 48).
- Die Intensivmedizin in Deutschland: Geschichte und Entwicklung. Springer, Berlin 2002, ISBN 3-540-42461-X.